# Mucuna stans
Mucuna stans är en ärtväxtart som beskrevs av John Gilbert Baker. Mucuna stans ingår i släktet Mucuna och familjen ärtväxter. Inga underarter finns listade i Catalogue of Life.